# 7 Years of Lukas Graham
7 Years of Lukas Graham er en dansk dokumentarfilm instrueret af René Sascha Johannsen.

## Handling
Over en periode på 6 år følger vi sangeren Lukas Forchhammers vej til succes, hans indre dæmoner og splittelsen bag facaden. Filmen giver et indblik i musiklegenden Lukas Grahams personlige kampe og udvikling, samtidig med, at vi får et unikt dybdegående blik bag facaden hos en af Danmarks største internationale musiksucceser nogensinde.